# مايك هوفمان
مايك هوفمان (بالإنجليزية: Mike Hoffman)‏ (و. 1989  م) هو لاعب هوكي الجليد كندي، ولد في كيتشنر، أونتاريو، مركز لعبه هو جناح ‏.
.

## روابط خارجية
- مايك هوفمان على موقع دوري الهوكي الوطني (الإنجليزية)
- مايك هوفمان على موقع EliteProspects.com (الإنجليزية)
- مايك هوفمان على موقع HockeyDB.com (الإنجليزية)
- مايك هوفمان على موقع Hockey-Reference.com (الإنجليزية)